# Меєргоферит
Меєргоферит (рос. мейергофферит; англ. meyerhofferite; нім. Meyerhofferit m) — мінерал, водний борат кальцію ланцюжкової будови.

## Загальний опис
Хімічна формула: Ca[B2BO3(OH)5] •H2O.
Містить (%): CaO — 25,6; B2O3 — 45,6; H2O — 28,8.
Сингонія триклінна.
Пінакоїдальний вид.
Утворює кристали у вигляді призм або табличок і волокнисті агрегати.
Спайність досконала.
Густина 2,12.
Твердість 2.
Безбарвний до білого.
Блиск скляний.
Прозорий до напівпрозорого.
Продукт дегідратації ініоїту.
Зустрічається в родовищі Ініо (штат Каліфорнія, США).
Рідкісний.
За прізвищем німецького хіміка В.Мейєргоффера (W.Meyerhoffer), W.T.Schaller, 1914.